# Maria Cristina d'Habsburg-Lorena
Maria Cristina d'Habsburg-Lorena (Gross-Seelowitz, Moràvia, Imperi Austríac, 21 de juliol de 1858 - Madrid, Espanya, 6 de febrer de 1929) fou reina consort d'Espanya de 1879-1885 pel seu matrimoni amb Alfons XII. Exercí de reina regent de 1885 - 1902 fins a la majoria d'edat d'Alfons XIII.

## Família
Fou la primera filla de l'arxiduc Carles Ferran d'Àustria i de la princesa Elisabet d'Àustria-Este-Mòdena. Descendent d'emperadors, era neboda de Francesc Josep I d'Àustria.
Maria Cristina d'Àustria contragué matrimoni amb Alfons XII el 29 de novembre de 1879 a la Basílica d'Atocha de Madrid, que es realitzà amb tot de luxe i amb un seguici posterior per la capital fins al Palau Reial. La unió es produí poc després de la mort de l'anterior consort, que havia afectat profundament el monarca, davant de la necessitat de tenir un hereu.
La parella tingué tres fills:
- Maria de la Mercè (Madrid, 1880-1904). Es casà amb el príncep Carles de Borbó-Dues Sicílies el 1901.
- Maria Teresa (Madrid, 1882-1912). Es casà amb el príncep Ferran Maria de Baviera el 1905.[5]
- Alfons (Madrid, 1886-Roma, 1941). Rei d'Espanya. Es casà amb la princesa Victòria Eugènia de Battenberg el 1905.

## Regència

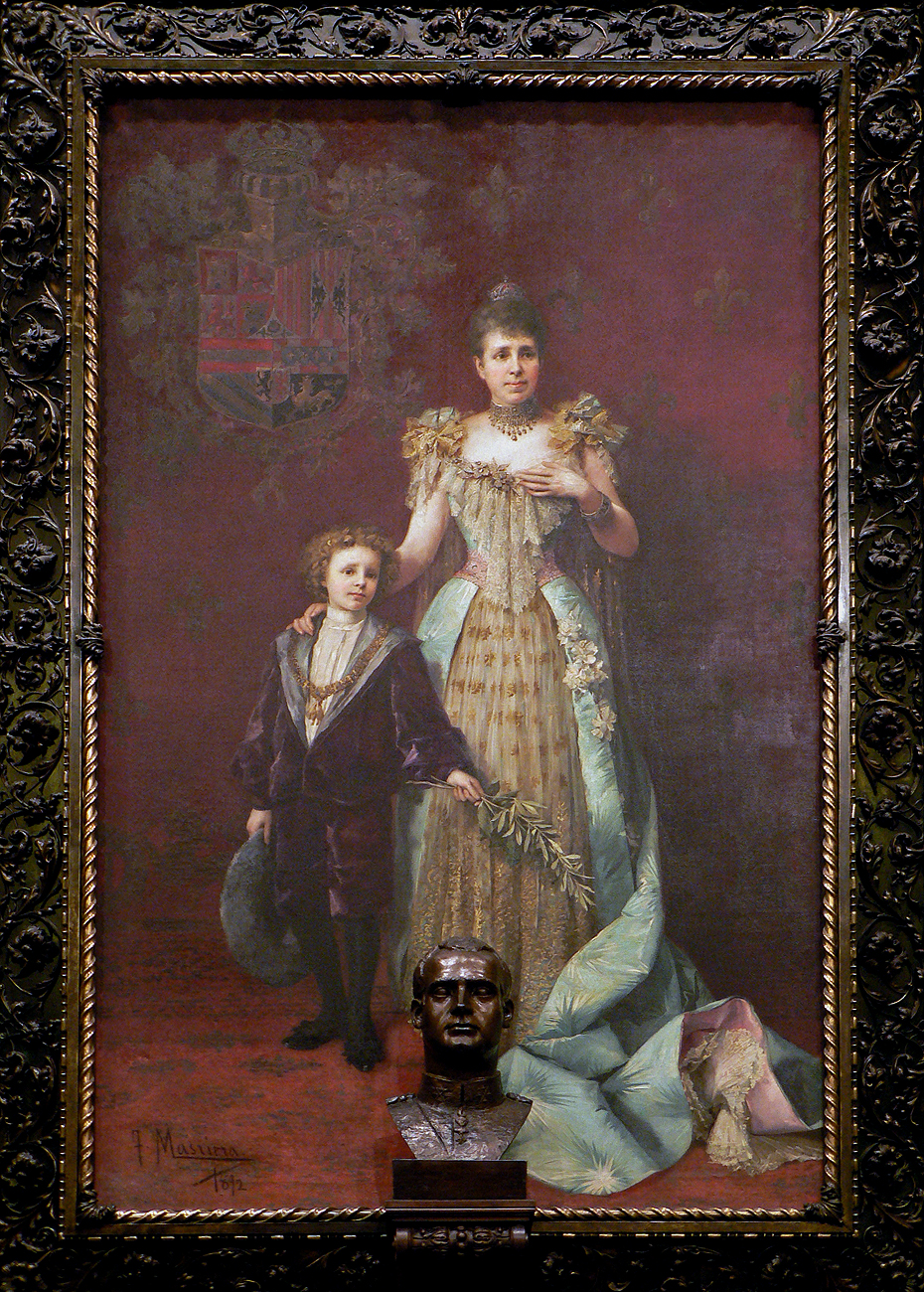
Retrat de la Reina Regent Maria Cristina i del Rei Alfons XIII, pintat per Francesc Masriera i Manovens

En morir Alfons XII l'any 1885 Maria Cristina fou nomenada reina regent, càrrec que ocupà fins a l'any 1902, amb la majoria d'edat d'Alfons XIII, fill pòstum d'Alfons XII. No obstant això, la mort del rei obria una etapa d'inquietud política, car la reina encara estava embarassada i del sexe de la criatura depenia que fos el nou nat o Maria de la Mercè qui heretés el tron. L'obra de govern de Maria Cristina fou la d'aplicar i seguir el Pacte del Pardo de 1885 entre els líders dels partits dinàstics Antonio Cánovas del Castillo i Práxedes Mateo Sagasta, per tal de garantir la continuïtat del sistema i evitar inestabilitats polítiques. Gràcies al pacte, que suposà l'abandó del govern conservador en favor del liberal, i l'actuació de Maria Cristina, Sagasta es convertí en l'home de la regència, que duria a terme les reformes i transformacions més importants de la Restauració.
El 1888 inaugurà l'Exposició Universal de Barcelona, que fou iniciativa de l'empresari Eugenio Serrano de Casanova i de l'alcalde Rius i Taulet. Tanmateix, tot fou fruit de la bona relació entre les classes dirigents de la ciutat i el govern central.
Al llarg de la seva regència un seguit de qüestions polítiques afloraren definitivament en el si de la societat espanyola. En primer lloc, l'obrerisme i el socialisme que introduït tímidament durant la Primera República aconseguir consolidar-se durant la primera etapa de la Restauració. En segon lloc, la guerra de Cuba, conflicte que quedà conclòs l'any 1898 amb la pèrdua de les colònies de Cuba, Filipines i Puerto Rico per part d'Espanya. En tercer lloc, el sorgiment del catalanisme polític que ja havia manifestat claríssimes expressions al llarg del regnat d'Alfons XII i que se succeïren durant la regència, per exemple les Bases de Manresa de 1892.
Malgrat que la regència de Maria Cristina és elevada per la majoria d'historiadors i polítics com un període de pau i estabilitat institucional, Maria Cristina no feu res més que ser la continuadora del sistema polític dinàstic de la Restauració.